# Casa Sergiu Celibidache
Casa vornicului Done, fostă Liceul de Artă, azi Casa Sergiu Celibidache este un monument istoric aflat pe teritoriul municipiului Roman, casă în care se năștea, în anul 1912, viitorul dirijor și compozitor Sergiu Celibidache.

## Istoricul casei
Familia căminarului, vornicului și apoi spătarului Grigore Done, originară din Muntenia, se stabilește la Roman, unde în anul 1825 cumpără casa de pe strada Calistrat Hogaș, nr. 6, casă ce îi va purta numele. Grigore Done se remarcă prin construirea Bisericii „Sf. Gheorghe” și prin participarea alături de alți delegați ai orașului la negocierile purtate cu episcopul Veniamin (1768-1846) duse în cursul anului 1844, negocieri în urma cărora locuitorii obțin răscumpărare vetrei târgului în schimbul unor moșii. În 1912, în această casă, se naște Sergiu Celibidache (d. 1996)..

## Arhitectura clădirii
Casa a rămas în urma sistematizării din anii '80 fără lotul inițial. Este o casă cu bolți semicilindrice și cu pivnițe suprapuse. La rândul său și parterul are bolți semicilindrice, etajul are tavanul susținut de grinzi metalice. La etaj ferestrele s-au păstrat pe partea de vest și în parte pe cea de est. Ordonanță și decorații neoclasice formate din: bosaje, coloane adosate la etaj, cornișe la fronton. Decroșeul traveei mediane este încadrat la etaj de balcoane cu parapet și stâlpi de fier forjat. Ferestrele sunt terminate la partea superioară în arc de cerc puțin înalt la etaj, cu buiandrug la parter. Acoperișul este în patru ape cu pantă mică.

## Galerie

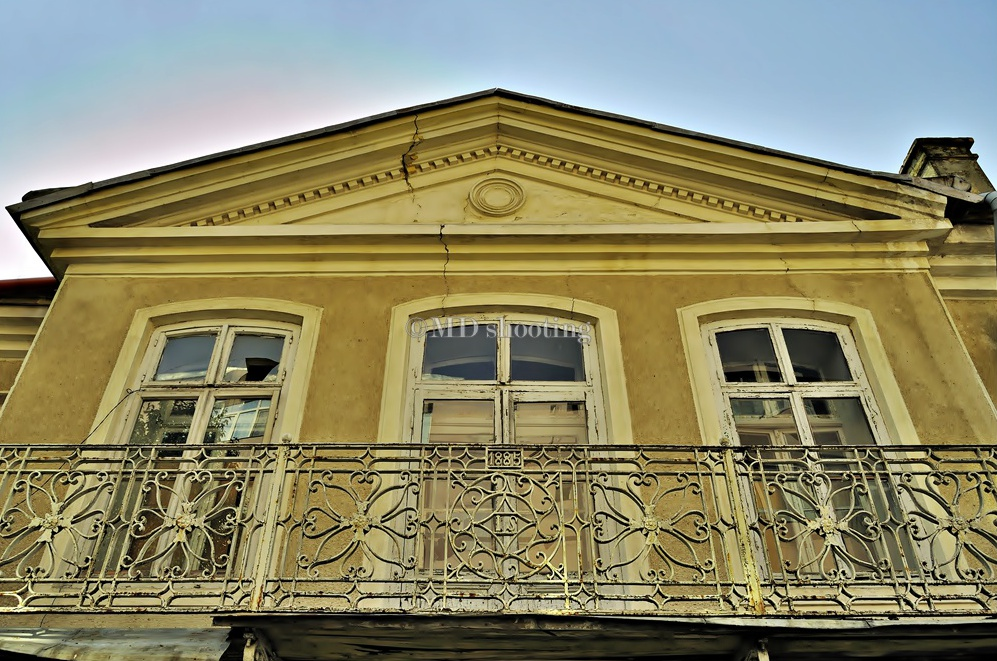
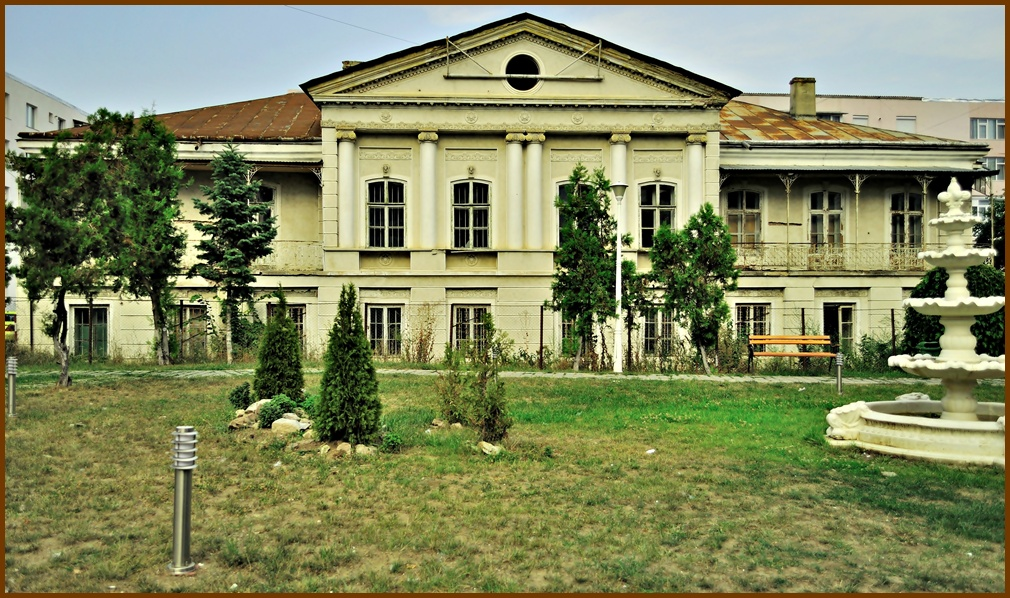
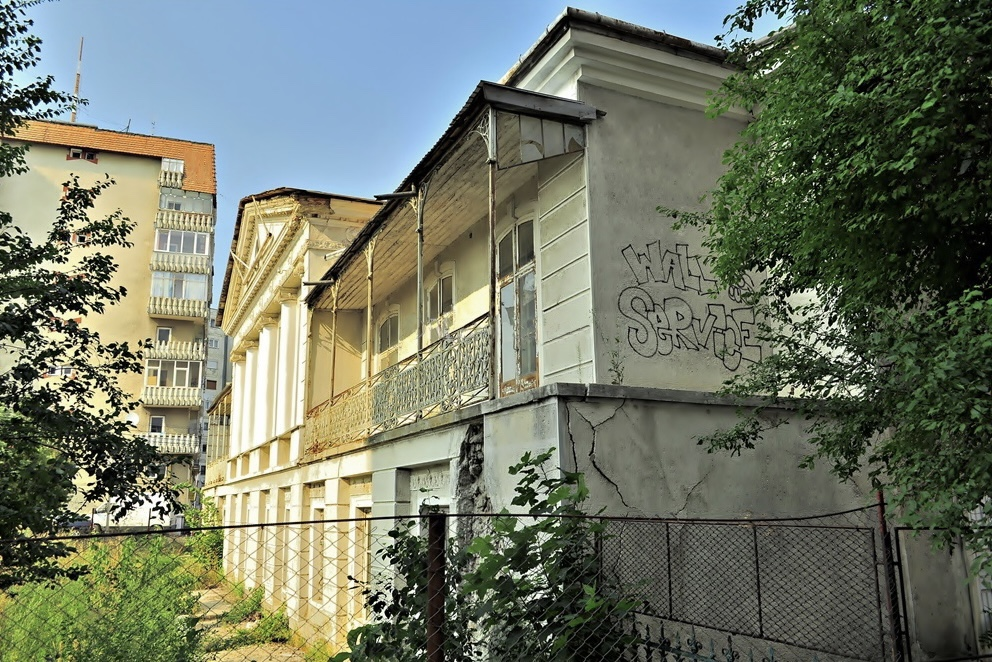
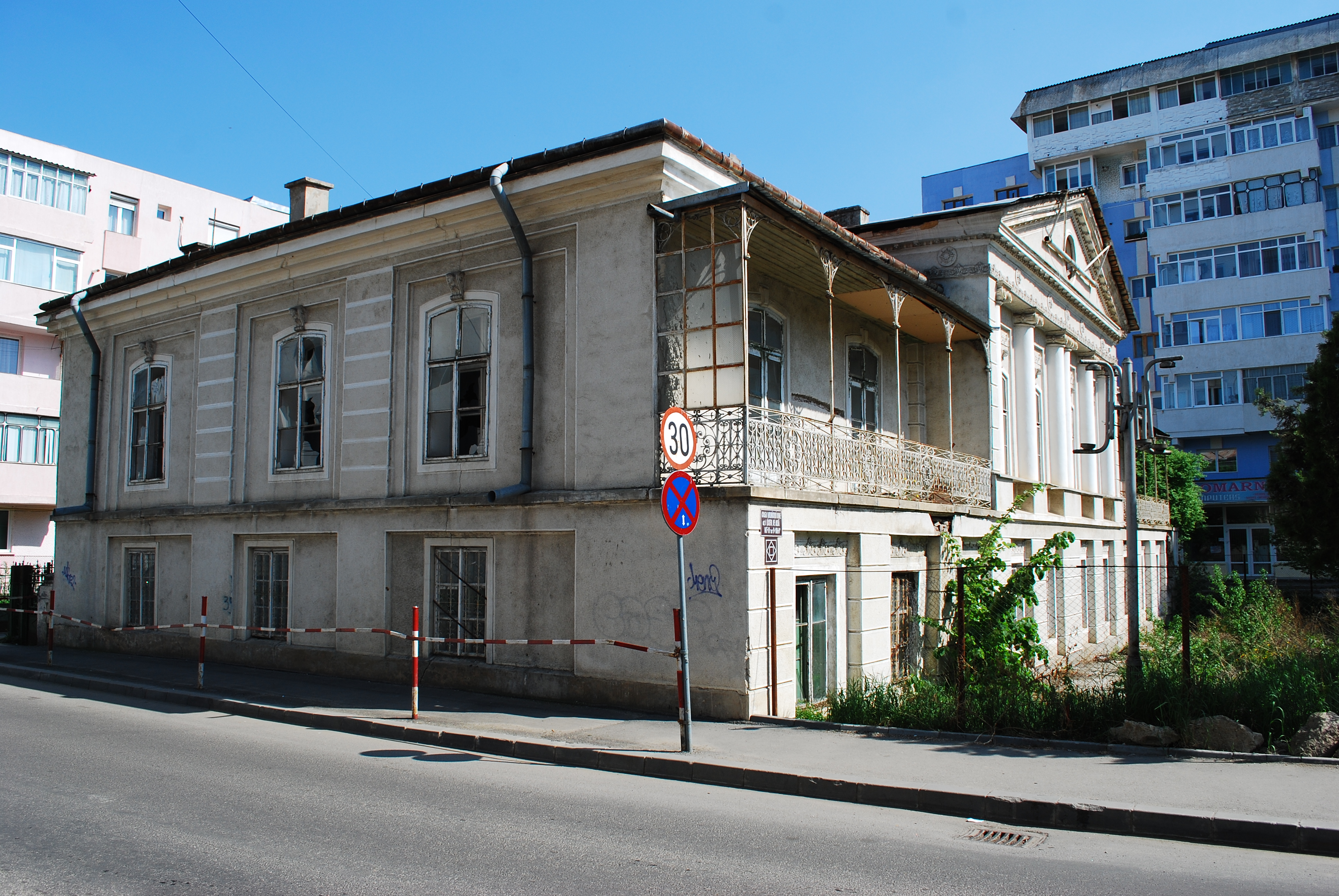